# Cheta (grupo armado)

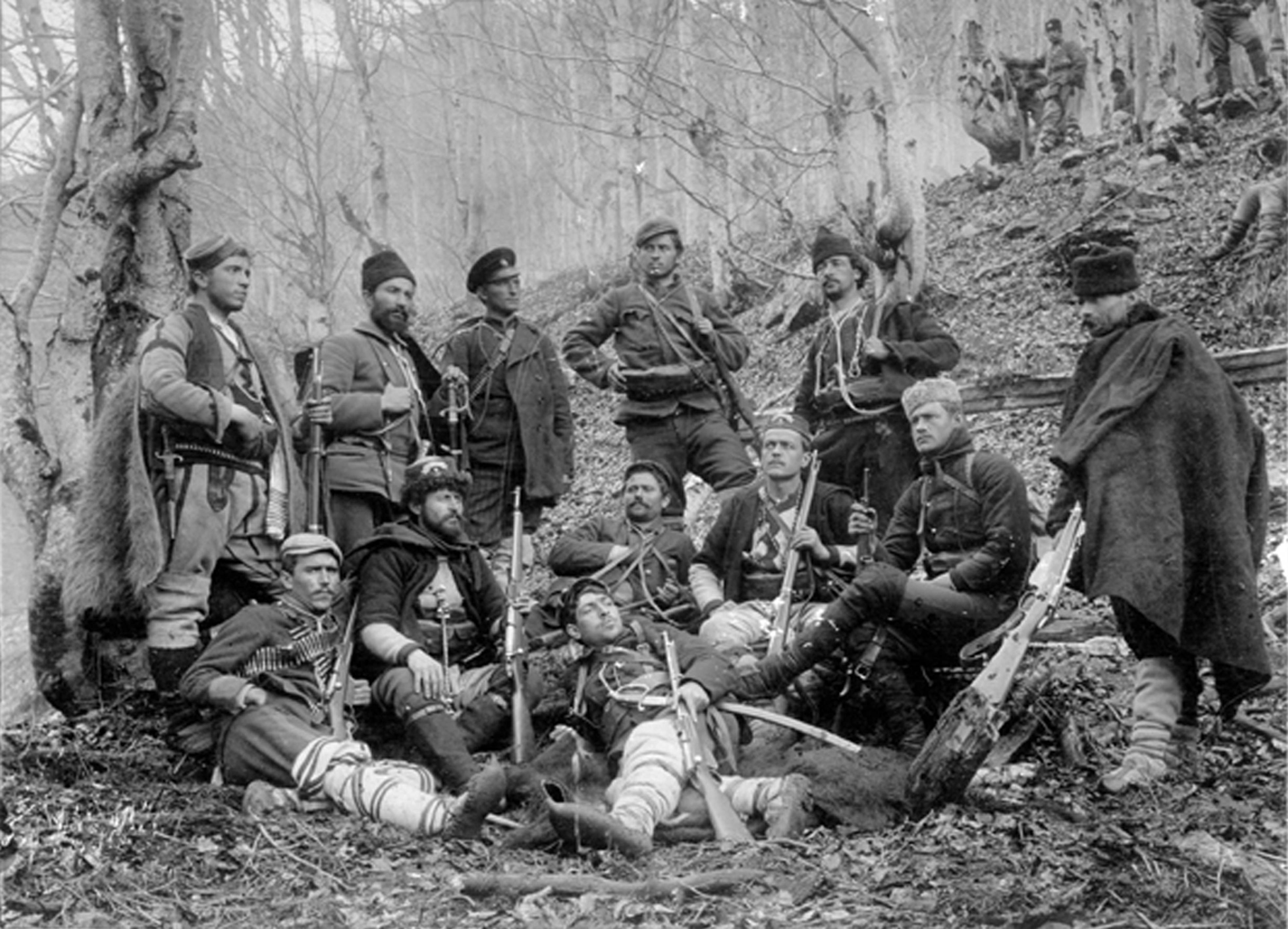
Chetas da Organização Revolucionária Interna Macedônia-Adrianópolis em Osogovo (Março de 1903).

Um cheta (em albanês:  çeta; em arromeno: ceatã; em búlgaro:  чета; em grego:  τσέτης ; em romeno:  ceată; em turco:  çete; em sérvio:  чета  / četa), no plural chetas, eram bandos armados irregulares presentes em todo o n Império Otomano do século XIX, particularmente na Anatólia e nos Bálcãs.  

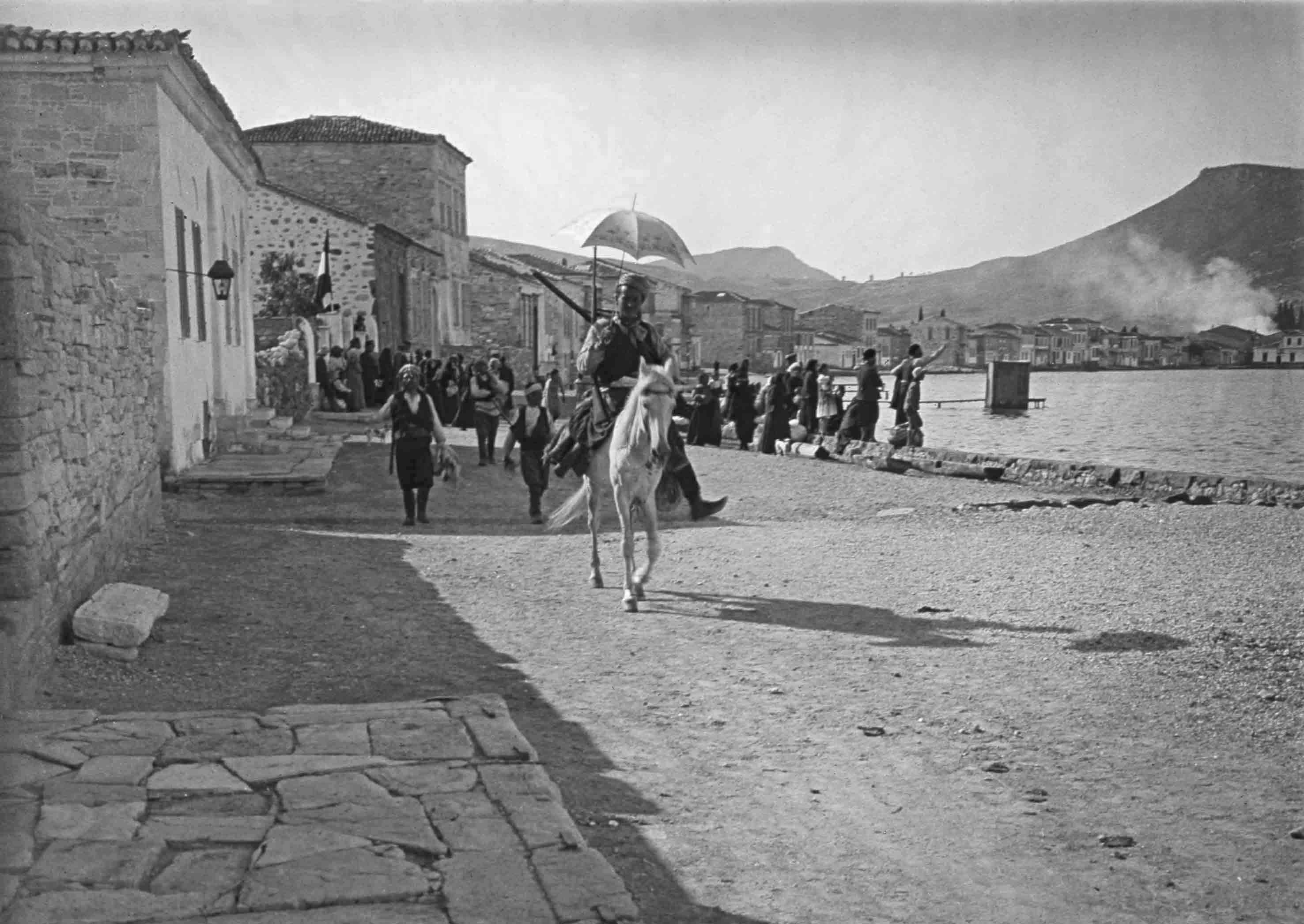
Chetas desfilando com o saque em Foceia (atual Foça, Turquia) em 13 de junho de 1914. Ao fundo, há refugiados gregos e prédios em chamas.

No final do Império Otomano, as rebeliões armadas tornaram-se uma característica crónica durante a luta pela Macedônia, à medida que grupos armados de formações pró-búlgaras,   bem como pró-sérvias, pró-gregas, arromenas e albanesas lutavam entre si, bem como contra as tropas otomanas, tentando impor a sua nacionalidade aos habitantes do território, e as repressões otomanas cada vez mais duras indicavam que a reforma e a reconciliação do estado otomano com os vários grupos nacionalistas estavam a tornar-se menos prováveis.    O cheta geralmente era liderado por um líder, chamado voivoda.
Os chetas muçulmanos estavam ativos na Ásia Menor após a Primeira Guerra Mundial. Eles eram notórios por seus ataques aos armênios ortodoxos cristãos, gregos e assírios durante os últimos genocídios otomanos.   O termo também foi usado como sinônimo para membros da Organização Especial. 